# 曹筱如
曹筱如（1979年7月26日—），筆名橘子、SPY，臺灣小說家、編劇。著有數十部愛情小說。

## 經歷
曹筱如出生於台中。在學生時期，她的同學間風行痞子蔡的《第一次親密接觸》，她在看完後受到啟發，認為自己也能寫作，便開始撰寫《PM11:50 不見不散》，投稿後即獲採用，於2001年推出，就此嘗試專職寫作，並在2007年確立自己要成為作家。除原創作品外，也擔任電視劇《惡魔在身邊》編劇、改寫電影《不能說的祕密》、韓劇《悲傷戀歌》、《我的女孩 My Girl》為小說

## 作品

### 法蘭克福出版社
- 2003/04/09 《小妹》
- 2005/01/15 《你是我的幸福嗎》

### 皇冠出版社
- 2004/06/07 《故事從一個叫S的女孩開始》
- 2014/04/28 《妳想要的，只是我的後悔嗎？》
- 2014/11 《我想要的，只是一個擁抱而已》

### 春天出版社
- 2003/07/25 《對不起，我愛你》(初版)
- 2003/12/15 《遇見》(初版)
- 2004/10/15 《我們的遺憾來自於相愛時間的錯過》(初版)
- 2004/12/15 《唱給火星人的10首情歌》(初版)
- 2005/07/10 《不哭》(初版)
- 2005/08/15 《寂寞無上限》(初版)
- 2006/03/01 《愛無能》
- 2006/04/20 《貓愛上幸福，魚怎會知道》
- 2006/06/26 《我的女孩MyGirl(上)》小說改寫 (洪定恩、洪美蘭原著劇本)
- 2006/06/26 《我的女孩MyGirl(下)》小說改寫 (洪定恩、洪美蘭原著劇本)
- 2006/07/03 《愛情，欠了我們一分鐘》
- 2006/10/15 《對不起，我愛你》(新版)
- 2006/10/15 《對不起，忘了你》
- 2006/12/26 《幸福，不見不散》
- 2007/03/01 《遇見》(新版)
- 2007/03/19 《你的愛情，我在對面》
- 2007/05/07 《你在誰身邊，都是我心底的缺》
- 2007/05/29 《基因決定我愛你》(橘子╱小說作者 李芸嬋╱原創劇本)
- 2007/08/20 《基因決定我愛你》(電影書衣版)
- 2007/06/25 《對不起，我想你》
- 2007/07/30 《只是好朋友？！》
- 2007/10/09 《好愛情，壞愛情》
- 2007/12/18 《我想要的，只是一個擁抱而已》
- 2008/01/28 《不哭》(新版)
- 2008/03/25 《不愛，也是一種愛》
- 2008/05/06 《寂寞無上限》(新版)
- 2008/07/01 《你的愛情，我在裡面》
- 2008/09/11 《我們的遺憾來自於相愛時間的錯過》(新版)
- 2008/12/16 《對不起，謝謝你》
- 2009/04/07 《還能再愛嗎？》
- 2009/07/21 《越愛越寂寞？》
- 2009/10/20 《唱給火星人的10首情歌》(新版)
- 2010/06/07 《你沒說再見》
- 2010/10/13 《不只是朋友》
- 2011/01/04 《愛情，欠了我們一分鐘》(新版)
- 2011/06/28 《被愛，卻孤獨》
- 2012/07/03 《寂寞不會》
- 2013/07/29 《還是好朋友》
- 2014/04/01 《只是好朋友？！》(修訂精裝版)》
- 2016/02/02 《但其實我們》（初版）
- 2017/05/03 《然後，生日快樂》
- 2019/01/30 《歡迎哭泣》
- 2023/12/01 《愛，或另一種愛》

### 麥田出版社
- 2017/01/05 《我曾經想為了你勇敢一次》(散文)

### 商周出版社
- 2023/04/08 《今天不寫小說:橘子的牢與藤井樹的騷》

### 編劇
- 《惡魔在身邊》（中視，2005）

## 外部連結
- 橘子的Facebook專頁
- 橘子文字債的Facebook專頁